# Miruna Boruzescu
Miruna Boruzescu (n. Mirela Popescu, n. 14 iulie 1945, Craiova, România – d. 4 aprilie 2014, Villecresnes, Île-de-France, Franța) a fost o creatoare română de costume de teatru și film. A realizat costumele actorilor pentru filme de referință ale cinematografiei românești precum Felix și Otilia (1972), Cu mîinile curate (1972), Un august în flăcări (1973), Duhul aurului (1974) și O vară de neuitat (1994).

## Biografie
Miruna Boruzescu lucra de obicei cu Radu Boruzescu, soțul său. Cei doi soți s-au stabilit în anul 1975 în Franța. 
A colaborat cu mai multe instituții culturale și la unele festivaluri. În Franța a lucrat cu Théâtre National de Chaillot, Comédie-Française, Opéra National de Paris și la Festivalurile de vară de la Aix-en-Provence și Avignon, în America de Nord cu Metropolitan Opera (New York), Arena Stage Theater (Washington, DC), Lyric Opera (Chicago) și Vancouver Opera, în Europa Occidentală la Festivalul Maggio Musicale (Florența), Festivalul Spoleto, De Nederlandse Opera (Amsterdam), Théâtre Royal de la Monnaie (Bruxelles), Vlaamse Opera (Antwerpen), Grand Théatre de Genève, Opera din Bonn și Münchner Kammerspiele. 
Începând din 1995 colaborează des cu regizorul Robert Carsen la spectacole precum „Café Apocalypse” (Cabaret à Paris), „Cabaret 5 Ute Lemper” (Théâtre du Châtelet Paris), Fidelio (Maggio Musicale Florența), Salomé (Teatro Reggio din Torino, Teatro Real din Madrid), Mutter Courage und ihre Kinder (Piccolo Teatro di Milano), Il Trittico (Vlaamse Opera Antwerpen), „Nomade – Richard III” (Stadsschouwburg Amsterdam, Deutsche Oper am Rhein, Düsseldorf), Mitridate, Re di Ponto (Théâtre Royal de la Monnaie Bruxelles și Theater an der Wien), Faust (Grand Théâtre de Genève) și Il trovatore (Festivalul Bregenz)., Vec Makropoulos/L’Affare Makropoulos (Strasburg, Opéra National du Rhin / La Fenice, Venezia).

## Filmografie

### Creatoare de costume
- Felix și Otilia (1972)
- Cu mîinile curate (1972)
- August în flăcări (film TV, 1973)
- Duhul aurului (1974)
- Fürchte dich nicht, Jakob! (1982)
- O vară de neuitat (1994)
- Il Trovatore (film TV, 2006)

## Premii și distincții
Creatoarea de costume Miruna Boruzescu a obținut unele distincții în activitatea sa:
- Nominalizare pentru Premiul Helen Hayes (la secția „Outstanding Costume Design, Resident Production” cu piesa „Tartuffe”, 1986)[7]
- Premiul pentru scenografie al Uniunii Cineaștilor din România (ACIN) (1994-1995) pentru costumele la filmul O vară de neuitat [8]
- Premiul UNITER pentru întreaga activitate (2006) [9]